# 陰陽師 (映画)
『陰陽師』（おんみょうじ）は、2001年に滝田洋二郎監督、野村萬斎の主演で製作された日本映画。夢枕獏原作の陰陽師・安倍晴明の活躍を描いた伝奇小説『陰陽師』の映画化作品。本項では続編の『陰陽師II』も扱う。

## ストーリー（陰陽師）
上役の依頼を受けた源博雅は陰陽師の安倍晴明の屋敷を訪れ、それをきっかけに二人は顔見知りとなる。平安京では左大臣・藤原師輔の娘・任子が敦平親王を出産し、師輔の権勢が増していった。これに対し、娘・祐姫を入内させていた右大臣・藤原元方はライバルの師輔への憎悪を抱き、その心を見透かした陰陽頭・道尊は元方を利用して都を滅ぼそうと企む。道尊は敦平親王に呪詛をかけて殺そうとするが、博雅の依頼を受けた晴明と巫女・青音の力によって阻止される。これに焦った元方は二人を捕えて呪詛の罪で処刑しようとするが、師輔の命令で二人は解放される。しかし、道尊に操られた兵士が晴明に襲いかかり、彼を守ろうとした青音が殺される。博雅は青音が死んだことを悲しむが、彼女はその日の夜に生き返った。驚く博雅に対し晴明は、彼女が桓武天皇の命令で人魚の肉を食べ不老不死となり、150年間都を守護してきた巫女であることを伝える。
道尊は次の一手として祐姫を操り、帝と敦平親王を殺させようとする。師輔の依頼を受けた晴明と博雅は、帝の側に控えて祐姫をおびき寄せるが、そこで博雅は自分が夜ごと会って想いを寄せていた女性の正体が祐姫だったことに気付く。祐姫も博雅の存在に気付き正気を取り戻すが、道尊の術によって鬼に変化させられてしまう。博雅は祐姫をかばうが、彼女は帝への嫉妬に駆られて鬼になった自分を見られたことに傷つき自害し、父親の元方も道尊のやり方に恐怖を感じ、彼の正体を書状に記して自害する。
追い詰められた道尊は、150年前に無実の罪で追われ悪霊として封印された早良親王を復活させ、国中の悪霊を使い都を襲う。博雅は祐姫の仇を討つため道尊と戦うが歯が立たず、道尊によって殺されてしまう。駆け付けた晴明は悲しむが、青音が自分を生贄にして博雅を生き返らせるように促す。晴明は青音の命を使い博雅を生き返らせ、二人は道尊と対峙する。その時、博雅の身体の中に宿っていた青音の魂は、かつて愛し合っていた早良親王の魂と再会し、彼の兄である桓武天皇が早良親王を死に追いやったことを悔いていたことを告げる。青音の言葉を聞いた早良親王は彼女に寄り添い、成仏していく。取り残された道尊は晴明を味方に引き入れようとするが、拒否されたため彼に一騎打ちを挑む。晴明は道尊を結界の中に封じ込めて力を奪い、観念した道尊は自ら命を絶つ。
全てが終わり、晴明邸を訪れた博雅は再び酒を酌み交わしながら笑い、一時を楽しむのだった。

## キャスト（陰陽師）
- 安倍晴明：野村萬斎
- 源博雅：伊藤英明
- 道尊：真田広之
- 青音：小泉今日子
- 蜜虫：今井絵理子
- 祐姫：夏川結衣
- 瓜の女：宝生舞
- 早良親王：萩原聖人
- 藤原元方：柄本明
- 帝：岸部一徳
- 藤原師輔：矢島健一
- 桓武天皇の時の陰陽頭：石丸謙二郎
- 藤原兼家：石井愃一
- 源忠正：螢雪次朗
- 小野清麻呂：下元史朗
- 桓武天皇：木下ほうか
- 任子：国分佐智子
- 橘右近：八巻建弐
- 伴高綱：白石雅士
- 長正：二橋進
- 康頼：大村正泰
- 産婆：小柳友貴美
- 綾子：立原瞳
- 静宮：山口美香
- 敦平親王：高橋拓未
- 広平親王：神宮卓
- 幻覚の信者町民：宝井誠明
- 晴明邸の式神の女：山本麻生、内田陽子、平山美花
- 陰陽師：平井賢治、高尾一生、中島崇文、岩瀬裕二、入江康之、城戸裕次、岡元次郎、清家利一、武田滋裕、藤田健次郎、岡田良治
- ナレーション：津嘉山正種

## スタッフ（陰陽師）
- 監督：滝田洋二郎
- 脚本：福田靖、夢枕獏、江良至
- 原作：夢枕獏『陰陽師』（文藝春秋刊）
- 音楽：梅林茂
- キービジュアル・コンセプトデザイン・衣装デザイン：天野喜孝
- VFXエグゼクティブ：二宮清隆
- VFXスーパーバイザー：石井教雄
- 特撮監督：尾上克郎
- 撮影：栢野直樹(J.S.C.)
- 照明：長田達也
- 美術：部谷京子
- 録音：小野寺修、柿沢潔
- 編集：冨田功、冨田伸子
- 時代考証：花村統由
- 龍笛演奏・指導：芝祐靖
- 陰陽道指導：高橋圭也
- 衣装：斉藤育子
- メイクアップ・イフェクツ：原口智生
- 特殊メイク：山田陽
- 殺陣：諸鍛冶裕太、山田一善
- スタント&アクション：ジャパンアクションエンタープライズ（岡元次郎、清家利一、武田滋裕、藤田健次郎、岡田良治）
- アニマル・トレーナー（蛇）：鳥塚憲一
- 音響効果：伊藤進一、小島彩（東洋音響カモメ）
- VFX製作：オムニバス・ジャパン、東北新社
- 現像：IMAGICA
- スタジオ：日活撮影所、松竹京都映画
- ロケ協力：京都市、晴明神社、奈良国立文化財研究所、奈良市経済部観光課、えさし藤原の郷、江刺市、御殿場市教育委員会、駒門風穴保存会
- 製作総指揮：植村伴次郎
- 企画：近藤晋
- 企画協力：中川豊子（オフィス・オート）、中条裕之（夢枕獏事務所）、野村朗子（電通）
- 製作者：原田俊明、気賀純夫、瀬崎巖、江川信也、島谷能成
- プロデューサー：林哲次、濱名一哉、遠谷信幸
- 共同プロデューサー：平野隆、田中渉、大川裕
- 製作協力：東北新社クリエイツ

## 受賞歴
- 第56回毎日映画コンクール録音賞
- 第44回ブルーリボン賞 主演男優賞（野村萬斎）
- 第19回ゴールデングロス賞銀賞[2]
- 第25回日本アカデミー賞[3]
  - 最優秀録音賞
  - 新人俳優賞（野村萬斎）
  - 優秀主演男優賞（野村萬斎）
  - 優秀助演女優賞（小泉今日子）
  - 優秀監督賞
  - 優秀撮影賞
  - 優秀照明賞
  - 優秀編集賞
  - 優秀美術賞
  - 優秀音楽賞

## 陰陽師II
『陰陽師II』（おんみょうじツー）は、2003年に前作同様、滝田監督、野村萬斎の主演で制作された日本映画。『陰陽師』2年ぶりの続編にあたる。前作と同様、陰陽師・安倍晴明が都で起こる奇怪な事件を解決するという伝奇時代劇。

### ストーリー（陰陽師II）
源博雅は旧知の安倍晴明の屋敷を訪れ、都に鬼が現れて人を襲っていることを語る。晴明は博雅の依頼を受けて、右大臣・藤原安麻呂の屋敷を訪れ「夜な夜な屋敷を徘徊する娘・日美子に鬼が憑いているのではないか」と相談を受ける。晴明は日美子が鳥の傷を癒す不思議な力を目の当たりにして、安麻呂に心配することはないと告げる。一方、博雅は美しい琵琶を奏でる青年・須佐と出会う。
晴明は朝廷に保管されている天叢雲剣に異変が生じていることを帝に告げるが、天叢雲剣に異変は見当たらず、帝は鬼退治を優先するように命じる。晴明は博雅と共に天叢雲剣の調査を続けるが、そこで鬼に襲われた人々が日本神話の神々の子孫だと知る。さらに、安麻呂の屋敷を訪れた晴明は、彼から日美子が実の娘ではなく、天叢雲剣を手に入れるために朝廷が滅ぼした出雲族の生き残りだと聞かされる。一方、平為成は晴明を追い落とすため、都で評判となっている術師・幻角を雇い入れるが、彼の正体は出雲族の長であり、息子の須佐を鬼にして神々の子孫を襲わせ、スサノオを蘇らせて朝廷を滅ぼそうと画策していた。
晴明は日美子を連れて出雲族の跡地を訪れ、そこで日美子の亡母・月黄泉の霊魂を呼び寄せ、「スサノオを蘇らせるためには須佐が日美子を食らう必要がある」と聞かされる。そこに幻角が現れて須佐に襲わせようとするが、須佐は姉を襲うことを拒む。しかし、日美子は苦しむ須佐を救うために犠牲となり、スサノオの力を手にした須佐は幻角と共に都を襲い天叢雲剣を手に入れる。
晴明はスサノオを鎮めるために、博雅と共に天照大神（日美子）を呼び戻すため天岩戸を開こうとする。それに気付いた幻角は天叢雲剣で晴明を刺し重傷を負わせてしまうが、彼の血を浴びたことで天岩戸が開き日美子が現れる。日美子はスサノオの力から解放して須佐を救い、父を恨んではいないことを伝え、母・月黄泉と共に現世を去っていく。幻角は自身の力を使い晴明を生き返らせて立ち去り、人知れず息を引き取る。意識を回復した晴明は、屋敷で博雅と共に酒を飲み交わす。

### キャスト（陰陽師II）
- 安倍晴明：野村萬斎
- 源博雅：伊藤英明
- 蜜虫：今井絵理子
- 藤原日美子：深田恭子
- 須佐：市原隼人
- 平為成：鈴木ヒロミツ
- 三善行憲：山田辰夫
- 帝：螢雪次朗
- 斎部定行：五代高之
- 博雅の従者：城戸裕次
- 藤原兼通：斎藤歩
- 橘右近：八巻建弐
- 天手力男：大富士
- 水菊：広岡由里子
- アメミコ：笹田かりん
- スサノオ：横山一敏
- 斎藤の従者：小池章之
- 火傷の娘の母親：小柳友貴美
- 火傷の娘の父親：竹嶋康成
- 火傷の娘：佐藤響
- 衛士：宇和川士朗、樋口浩二
- 幻角の信者：宝井誠明、小磯勝弥、林田河童
- 出雲族：川井つと
- 赤子：福島翔大
- 童：砂川政人、福地亜紗美
- 舞姫：西川暎彩
- 藤原安麻呂：伊武雅刀
- 月黄泉：古手川祐子
- 幻角：中井貴一
- ナレーション：津嘉山正種

### スタッフ（陰陽師II）
- 監督：滝田洋二郎
- 製作総指揮：植村伴次郎
- 企画：近藤晋
- 制作：瀬崎巖、近藤邦勝、気賀純夫、江川信也、島谷能成、門川博美
- プロデューサー：林哲次、濱名一哉、遠谷信幸
- 共同プロデューサー：平野隆、田中渉
- アソシエイトプロデューサー：赤井淳司、井口信一
- ラインプロデューサー：福島聡司
- 協力プロデューサー：渡井敏久
- 脚本：滝田洋二郎、夢枕獏、江良至
- 原作：夢枕獏『陰陽師』（文藝春秋刊）
- 音楽：梅林茂
- 撮影：浜田毅
- 照明：長田達也
- 美術：部谷京子
- 録音：小野寺修
- 編集：冨田伸子
- 衣装：斉藤育子
- 特撮監督：尾上克郎
- 製作：「陰陽師II」製作委員会（東北新社、TBS、電通、角川書店、東宝、MBS）